# Kīpuka

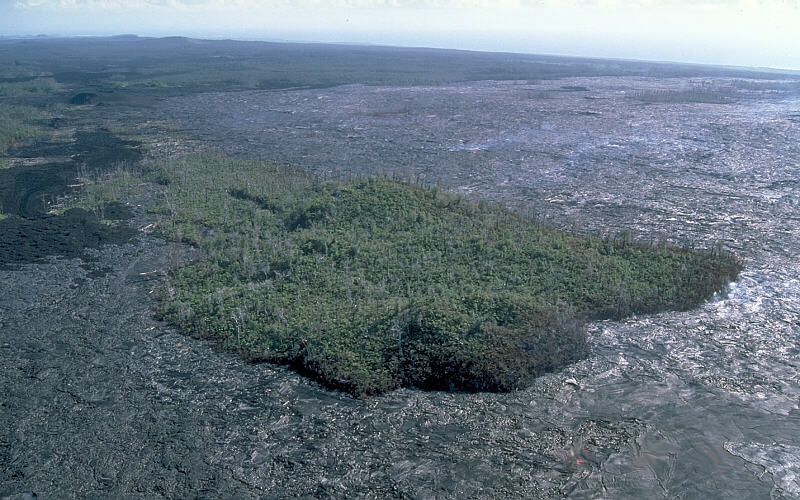
Eine Vegetationsinsel am Kilauea

Eine Kīpuka (auch Dagala) ist eine allseits von Lava umflossene und vollständig isolierte Vegetationsinsel inmitten eines Lavafelds. Das Wort Kīpuka stammt aus dem Hawaiischen und hat sich in der englischen Sprache als Fachbegriff verbreitet, auf Italienisch werden diese grünen Inseln Dagala und auf Isländisch Óbrynnishólmi genannt.